# Ильин, Фёдор Кириллович
Фёдор Кириллович Ильин (творческий псевдоним Ильфек по первым буквам фамилии, имени и отчества) (1904—1952 или 1960) — советский эрзянский писатель.
Родился 17 февраля 1904 года в селе Пылково Петровского уезда Саратовской губернии, ныне Лопатинский район Пензенской области, в крестьянской семье.
Окончил начальную школу, учился в педагогическом училище в г. Петровск, который бросил в 1922 году после смерти отца. Работал в райкоме комсомола, потом в редакции районной газеты.
В середине 1920-х годов переехал в Москву. Работал в горкоме комсомола, затем в мордовской секции ЦК ВЛКСМ. В 1932 году окончил Московский энергетический институт и какое-то время учился в его аспирантуре.
Начал творческую деятельность в 1922 году, первое стихотворение «Берянь, берянь те авантень» («Плохо, плохо этой женщине») было опубликовано в газете «Якстере сокиця». Сначала писал стихи, затем также рассказы и пьесы, делал переводы с русского на эрзянский.
26 декабря 1927 года в эрзя-мордовской газете «Якстере теште» («Красная звезда») была напечатана его антирелигиозная пьеса «Роштува ютксо» («На Рождество»). Другая пьеса в том же году вышла уже в Новосибирском книжном издательстве:
- Ильфек Ф. Манчемасонть а изнят (Обманом не победишь). Пьеса в двух действиях. Новосибирск, 1927, 16 стр.

Участник войны, доброволец (на портале «Память народа» информация о нём отсутствует).
В 1949 году выпустил сборник:
- «Кочказь произведеният» («Избранные произведения», сборник стихов, включает его стихи 1923—1948 гг. и поэму «Моро вечкемадо»), 1949, Саранск, Мордовское государственное издательство, 179 с.

Перевёл с русского языка на эрзянский текст песен «Интернационал», «Дубинушка», несколько сказок Пушкина.
Награждён Почётной грамотой Президиума Верховного Совета МАССР (1948).
Умер 7 июня 1960 года (информация из литературного журнала Сятко, 2018, № 2 (724). — 2018. — 144 с. : ил., портр. — стр. 62).
Согласно другому источнику, Вестник НИИ гуманитарных наук при Правительстве Республики Мордовия. 2023. Т. 15, № 1, умер в 1952 году.